# Alfred Xuereb

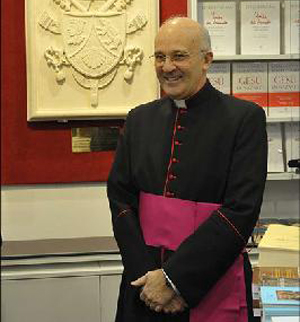
Alfred Xuereb

Erzbischofswappen von Alfred Xuereb

Alfred Xuereb (* 14. Oktober 1958 in Victoria auf der maltesischen Insel Gozo) ist ein maltesischer Geistlicher, Erzbischof und Diplomat des Heiligen Stuhls. Er war bis 2014 erster Privatsekretär von Papst Franziskus und von 2014 bis 2018 Generalsekretär des vatikanischen Wirtschaftssekretariates.

## Leben
Xuereb studierte Philosophie und Katholische Theologie auf Malta. Nach seiner Priesterweihe 1984 absolvierte er ein Doktoratsstudium an der Päpstlichen Fakultät Teresianum, wo er 1989 mit einer Dissertationsschrift zum Thema Das Ostergeheimnis im christlichen Leben. Biblische, liturgische und theologisch-spirituelle Aussichten im Licht der Lehre des II. Vaticanums zum Dr. theol. promoviert.
Er kehrte danach in den seelsorgerischen Dienst in seine Heimat zurück, wurde aber bereits 1991 als Sekretär des Rektors der Päpstlichen Lateranuniversität erneut nach Rom berufen. Ab 1995 arbeitete er im Staatssekretariat der Römischen Kurie im Vatikan. Seit dem Jahr 2000 schließlich versah er Dienst in der Präfektur des Päpstlichen Hauses. Papst Johannes Paul II. verlieh ihm am 9. September 2003 den Titel Päpstlicher Ehrenprälat.
Papst Benedikt XVI. ernannte ihn 2007 in Nachfolge von Mieczysław Mokrzycki zum zweiten Privatsekretär neben Georg Gänswein. Seitdem begleitete er den Papst auch auf seinen Reisen. Xuereb wurde 2009 in den Malteserorden aufgenommen.
Nach der Wahl von Papst Franziskus wurde er 2013 dessen erster Privatsekretär. Am 28. November 2013 berief ihn Papst Franziskus zu seinem persönlichen Verbindungsmann zu den beiden päpstlichen Kommissionen für das vatikanische Geldinstitut IOR beziehungsweise die Finanzverwaltung des Heiligen Stuhles.
Am 3. März 2014 wurde er von Papst Franziskus zum Generalsekretär des neuen vatikanischen Wirtschaftssekretariates bestellt. Nachfolger im Amt des ersten Privatsekretärs des Papstes wurde der Argentinier Fabián Pedacchio Leaniz, zuvor zweiter Sekretär. Zweiter Sekretär wurde damit Yoannis Lahzi Gaid.
Papst Franziskus ernannte ihn am 26. Februar 2018 zum Titularerzbischof pro hac vice von Amantea und zum Apostolischen Nuntius in Südkorea und der Mongolei. Der Papst selbst spendete ihm und dem gleichzeitig ernannten José Avelino Bettencourt sowie Waldemar Stanisław Sommertag am 19. März desselben Jahres die Bischofsweihe. Am 19. Juni 2023 trat er von seinen Ämtern zurück.
Papst Franziskus bestellte ihn am 8. Dezember 2023 zum Apostolischen Nuntius in Marokko.

## Ehrungen
- Verdienstorden der Italienischen Republik (Komtur)
- Portugiesischer Christusorden (Komtur)